# Eriocnemis luciani sapphiropygia
El calzadito colilargo sureño (Eriocnemis luciani sapphiropygia) es una subespecie —o la especie plena Eriocnemis sapphiropygia, dependiendo de la clasificación considerada— de ave apodiforme de la familia Trochilidae (los colibríes) perteneciente al género Eriocnemis. Es endémico de Perú.

## Distribución y hábitat
Se distribuye de forma disjunta a lo largo de la cordillera de los Andes desde el norte de Perú (desde Amazonas), por la pendiente oriental hasta el sur (Puno).
Esta especie es considerada bastante común en sus hábitats naturales: los bosques montanos, bordes del bosque, bosques nubosos, en parches de Polylepis, en altitudes entre 2400 y 3500 m.

## Sistemática

### Descripción original
La especie E. sapphiropygia fue descrita por primera vez por el ornitólogo polaco Władysław Taczanowski en 1874 bajo el mismo nombre científico; su localidad tipo es: «Maraynioc, Perú».

### Etimología
El nombre genérico femenino «Eriocnemis» es una combinación de las palabras del griego «erion» que significa ‘lana’, y «knēmis» que significa ‘bota’; y el nombre de la especie «sapphiropygia», se compone de las palabras del griego «sappheiros» que significa ‘záfira’, y «pugios» que significa ‘rabadilla’.

### Taxonomía
La presente subespecie (junto con la subespecie catharina) es tratada como especie separada por las clasificaciones Aves del Mundo (HBW) y Birdlife International (BLI) con base en ligeras diferencias morfológicas, tratamiento adoptado anteriormente por Schuchmann et al. (2001). Sin embargo, esto no es adoptado por otras clasificaciones, el Comité de Clasificación de Sudamérica (SACC) rechazó la Propuesta No 147 de elevación a especie plena.
La subespecie propuesta E. luciani marcapatae J.T. Zimmer, 1951, se considera sinónimo de sapphiropygia.

### Subespecies
Según las clasificaciones HBW y BLI se reconocen dos subespecies, con su correspondiente distribución geográfica:
- Eriocnemis sapphiropygia catharina Salvin, 1897 – pendiente oriental de los Andes del norte de Perú (valle de Utcubamba en Amazonas y este de La Libertad).
  - Eriocnemis sapphiropygia sapphiropygia Taczanowski, 1874 – pendiente oriental de los Andes del centro y sur de Perú (desde La Libertad al sur hasta Puno).